# Cheiridiidae

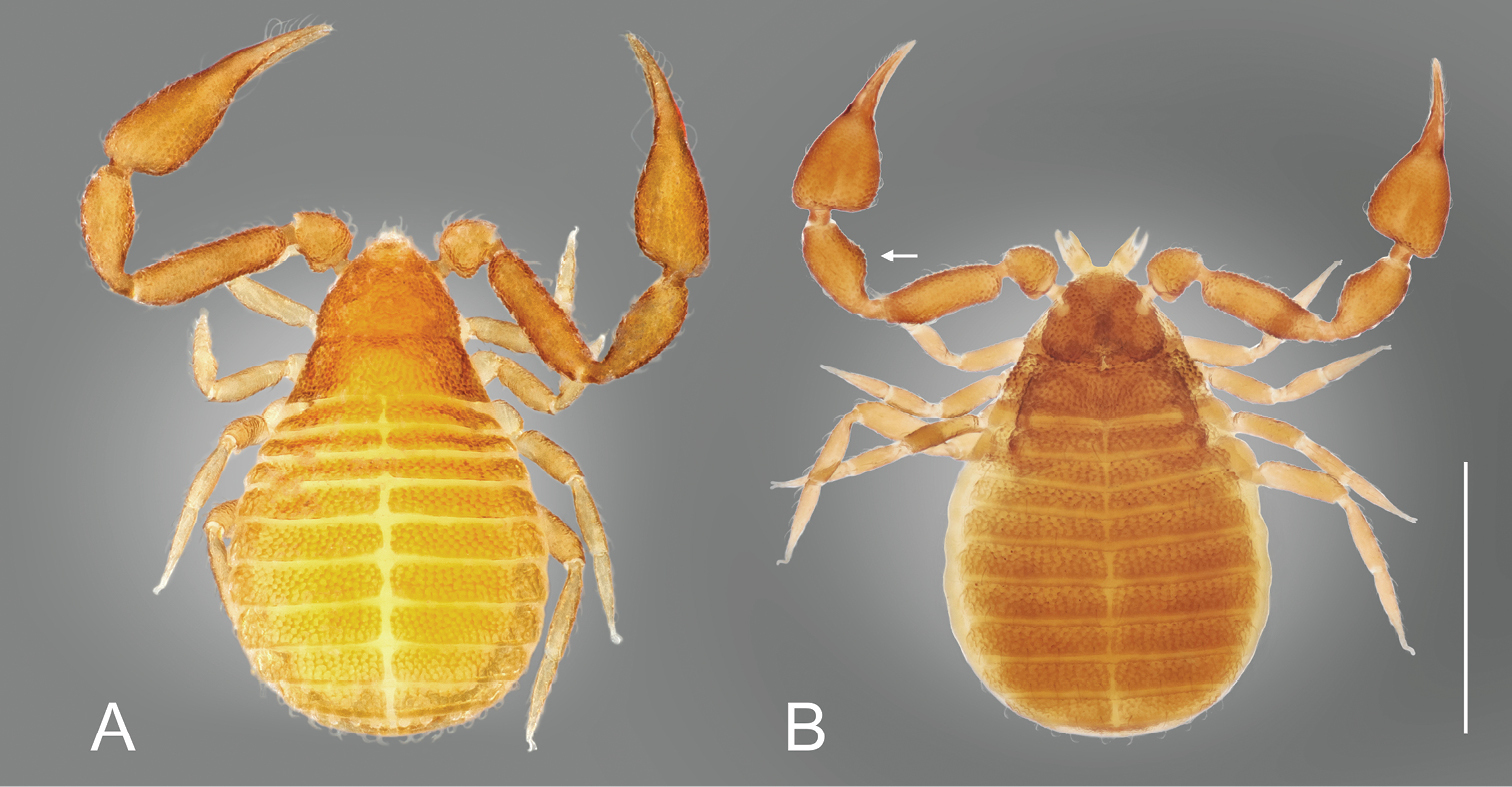
Nesocheiridium, самец и самка

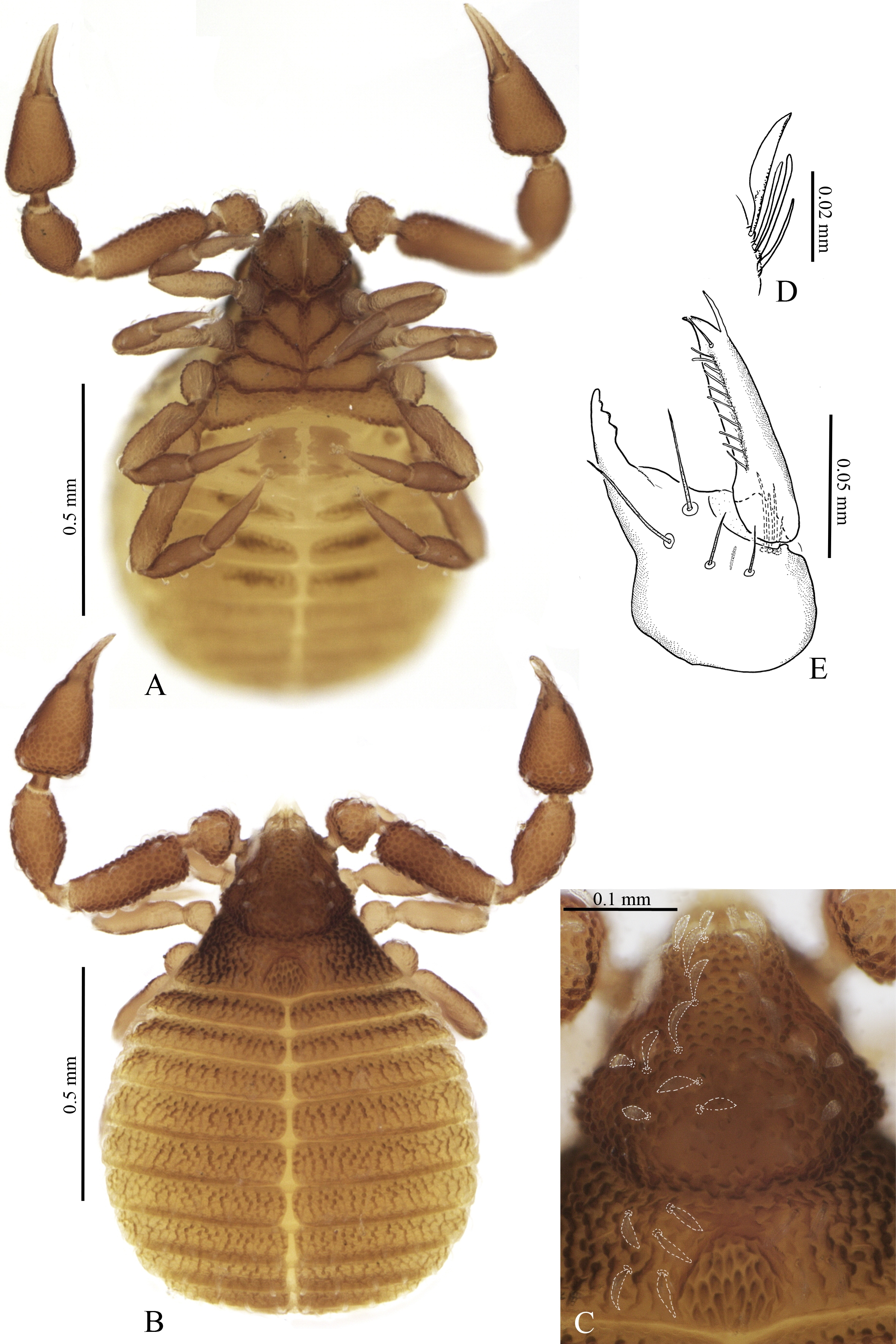
Neocheiridium gullahorum

Cheiridiidae (лат.) — семейство псевдоскорпионов из подотряда Iocheirata.
Более 70 видов во всех регионах мира.

## Описание
Мелкие псевдоскорпионы, длина большинства из них составляет около 1 мм. Ноги монотарзатные, то есть все лапки состоят из одного сегмента; все бёдра у них имеют одинаковое строение. Кроме того, бедра неразделены; то есть нет или мало признаков разделения на базифемур и телофемур. Карапакс отчетливо треугольный, если смотреть сверху. Есть два очень маленьких глаза. Брюшко широкояйцевидное. Тергиты и стерниты разделены. Поверхность тела обычно сильно склеротизована и гранулирована. Щетинки на придатках сильно изогнуты и обычно имеют отчетливый зубец посередине или около неё. Один или оба пальца хелицер педипаль имеют хорошо развитый ядовитый аппарат. Количество трихоботрий на хелицерах всегда снижено, до одной-двух на подвижном пальце.
Их можно найти в подстилке, в гнёздах животных и под корой; один вид, Cheiridium museorum, обычно встречается в жилищах человека в Европе. Из-за микроскопических размеров (около 1 мм) семейство недостаточно изучено, и было относительно изучено только 5 или 6 родов, наиболее известными из которых являются Cheiridium и Apocheiridium.
Хейридииды встречаются в самых разных регионах мира. Многие роды широко распространены, при этом Cheiridium, Apocheiridium, Crytocheiridium и Neocheiridium известны на многих континентах. Leptocheiridium, Nesocheiridium и Pycnocheiridium ограничены тропиками Южной Америки, западной частью Тихоокеанского региона и Южной Африкой соответственно.

## Классификация
Включает более 70 видов и 6 родов. Семейство было впервые выделено в 1894 году Хансеном для рода Cheiridium в составе семейства Cheliferidae. Д. Чемберлин (1924, 1931) включил ряд новых родов и повысил до ранга отдельного семейства. Многие были добавлены более поздними авторами. Хофф (1964) выделил Pseudochiridinae в отдельное семейство. Бейер (1964) создал подсемейство Pycnocheiridiinae для южноафриканского Pycnocheiridium mirum.
Известно несколько ископаемых видов. Первый ископаемый вид † Electrobisium acutum был описан Коккереллем в 1917 году.
В 2020 году был описан ископаемый вид †Procheiridium judsoni из мелового бирманского янтаря.
- Cheiridiinae Hansen, 1894
  - Apocheiridium Chamberlin, 1924Chamberlin, 1924[4][10][11][12]
  - Cheiridium Menge, 1855[13]
  - Cryptocheiridium Chamberlin, 1931[5][14][15]
  - Neocheiridium Beier, 1932[16]
  - Nesocheiridium Beier, 1957[17]
  - † Electrobisium Cockerell, 1917[8]
- Pycnocheiridiinae Beier, 1964
  - Leptocheiridium Mahnert & Schmidl, 2011[18]
- † Procheiridium Porta, Michalik & Proud, 2020[9]
  - Pycnocheiridium Beier, 1964

†Procheiridium judsoni